# Yadira Silva
Yadira Silva Llorente (24 de diciembre de 1985) es una tenista de mesa mexicana nacida en Cuba. Participó en el 2008 y 2012 , río de janeiro 2016 en los Juegos Olímpicos de Verano.
Después de ganar varias medallas en los Juegos Nacionales Cubanos en 2002 y el Campeonato Latinoamericano Juvenil en 2003 como cubana, Silva se casó con el entrenador mexicano Roberto Madrigal Hernández y se estableció en México. Con su nueva ciudadanía, representó a México en el Torneo Preolímpico en 2008 y calificó para los Juegos Olímpicos de Verano ese año. En el 2010 ganó el Campeonato latinoamericano de tenis y la medalla de plata en los Juegos Centroamericanos y del Caribe; y en 2011 la Copa Latinoamericana.
Silva jugó en el 2008, 2010 y 2012 en el Campeonato Mundial de Tenis en Equipos ayudando a México a lograr la posición 56.ª, 59.ª y 66.ª . En el 2011 participó en el Campeonato Mundial de Tenis de Mesa en las categorías de uno contra uno, dobles femenil y dobles mixto sin lograr el sorteo principal. En 2010 ganó el Premio de Deportes Estatales de Tabasco. En las olimpiadas de Verano en 2012 no consiguió ir más allá de la ronda de calificación. En 2020 se título de licenciada en Nutrición.